# 宜阳郡
宜阳郡，中国古代设置的郡。
- 北魏魏孝明帝孝昌初年置宜阳郡，属司州。治所在宜阳县（今河南宜阳县西四十八里韩城镇）。辖境相当今河南省宜阳县、嵩县、洛宁县、新安县等县一带。东魏天平初年为阳州治所。北周明帝二年（558年）为熊州治所，移治今宜阳县西五十四里福昌村。隋文帝开皇初年废，隋恭帝义宁二年（618年）复置宜阳郡，唐高祖武德元年（618年）改为熊州。
- 东魏兴和年间侨置宜阳郡於义州。领三县：宜阳、南渑池、金门，169户，686口。